# Georg Ludwig von Oeynhausen
Graf Georg Ludwig von Oeynhausen (* 10. Mai 1734; † 11. März 1811 auf Gut Bierde bei Walsrode) war ein kurfürstlich braunschweig-lüneburgischer Generalleutnant und Chef des 7. Kavallerieregiments (Dragoner). Er war zudem Begründer der gräflichen Linie zum Hameln.
Sein Vater war der Oberjägermeisters und Generalmajor Graf Friedrich Ulrich von Oeynhausen (* 11. Juni 1695; † 5. April 1776), seine Mutter dessen Ehefrau Friederike Wilhelmine de Lorraine genannt de Beauvernois (* 13. Oktober 1702; † 18. Dezember 1751), Enkelin von Philippe de Lorraine.

## Leben
Er trat 1748 als Fähnrich in die Fußgarde ein und erhielt in der unglücklichen Schlacht bei Hastenbeck am 26. Juli 1757 die Feuertaufe. Bald danach wurde er als Kapitänleutnant zur Leibgarde zu Pferd versetzt und nahm in verschiedenen Stellungen, teils in der Front, teils als Adjutant am Siebenjährigen Krieg teil. In der Schlacht bei Minden am 1. August 1759 war er Ordonnanzoffizier des Oberbefehlshabers Herzog Ferdinand von Braunschweig, später dessen persönlicher Adjutant. Im Krieg gegen Frankreich in den Niederlanden, zu welchem das Kurfürstentum seit dem Frühjahre 1793 ein „Auxiliarcorps“ stellte, rückte er als Generalmajor mit dem Leibgarderegiment ein.
Er befehligte später eine Kavalleriebrigade und focht bei Famars (23. Mai) und Hondschoote (6–8. September). Den Feldzug von 1794 eröffnete der neue französische Oberbefehlshaber Pichegru mit einem Angriff auf der ganzen Linie; am 26. April nahm General Bertin die von einer hannoverschen Abteilung unter General von Wangenheim besetzte Stellung von Moucron, welche das dahinter liegende wichtige Courtrai deckte. Am 27. Nachmittags erhielt Oeynhausen den Befehl, an Stelle des schwer erkrankten Wangenheim das Kommando von dessen Truppen zu übernehmen und jene Stellung „es koste was es wolle“ zurückzuerobern. Es war eine schwierige Aufgabe. Oeynhausen bemerkte in seinem dem Feldzeugmeister Graf Clerfait erstatteten Bericht, dass nur seine Zusicherung, die Flügel der angreifenden Truppen decken zu wollen, „ihn wegen eines solchen gewagten Unternehmens vorwurfsfrei machen könne“. Er hatte nur 3600 Mann zu seiner Verfügung, die bereits durch vorangegangene Kämpfe arg mitgenommen waren. Aber sie lösten die ihnen gestellte Aufgabe glänzend; in der Frühe des 28. April aufgebrochen, befand sich Oeynhausen gegen Mittag im Besitz der Stellung; nicht lange nachher traf Clerfait mit Verstärkungen ein, deren es bedurfte, um dieselbe zu halten. Am folgenden Tag ging die Stellung zwar wieder verloren und die Franzosen konnten bis Menin vorstoßen. Dort stießen sie nun aber auf den General Rudolf von Hammerstein.
Später wurde Oeynhausen mit einer Sendung nach England beauftragt. Zuletzt war er Generalleutnant und Chef des 7. Kavallerieregiments, Dragoner, mit Garnison in Nienburg an der Weser. Nach der im Sommer 1803, infolge der Besetzung des Landes durch die Franzosen erfolgten Auflösung der Armee, zog er sich auf sein Gut Bierde bei Walsrode im Lüneburgischen zurück, wo er am 11. März 1811 starb.

### Familie
Er heiratete 1763 Karoline Christiane Spiegel zu Peckelsheim (* 18. September 1739; † 25. Dezember 1796). Das Paar hatte folgende Kinder:
- Friederike Melosine Ernestine Henriette (* 25. August 1764; † 14. November 1799), Konventualin im Kloster Marienwerder
- Sophie Ferdinandine Luise Wilhelmine (* 27. Dezember 1765; † 1802) ⚭ Henri Maximilian de Tulliers, Reichsgraf von Mentjoie-Froberg (* 31. Juli 1765; † 19. Juli 1809)
- Carolina Christiane Wilhelmine (* 21. Dezember 1766; † 24. Februar 1827) ⚭ 1791 Christian Friedrich Rudolf Freiherr von Geltingen (* 19. November 1764; † 21. Februar 1820)[2]
- Charlotte Antoinette Friederike (* 21, März 1768; † 6. Dezember 1842) ⚭ Johann Wilhelm Reinhard von Künsberg (* 1757; † 25. September 1829), nassauischer Oberhofmarschall
- Carl Friedrich Wilhelm (* 16. September 1769; † 4. November 1794 vor Nimwegen), hannoverischer Rittmeister
- Luise Sophie Johanna (* 17. März 1771; † 5. März 1828) ⚭ 1792 Georg Ernst Graf Grote Reichsfreiherr von Schauen (* 12. März 1764; † 12. Dezember 1850) (Eltern von Louis Grote zu Schauen)
- Ernst Wilhelm Albrecht August (* 9. Juli 1772; † 14. März 1807)
- Sophia Caroline Sabine Eleonore Elisabeth (* 18./19. Februar 1774; † 28. Juli 1784)
- Antoinette Sophia Christiane Luise (* 29. Dezember 1776; † 15. Januar 1801)

eine zweite Frau war Eleonore Sophia Maria Kirchmann (* 15. Dezember 1765; † 28. Februar 1828). Das Paar hatte folgenden Sohn:
- Georg Ludwig (Louis) (* 1. April 1801; † 21. Februar 1863) hannoverischer Major[3]

⚭ 1828 Auguste Charlotte Wilhelmine Elisabeth von Reden (* 25. Januar 1808; † 15. September 1832)
⚭ 1835 Susanne Ernestine Sophia von Oldershausen (* 15. Dezember 1807; † 19. Februar 1870)